# Marul

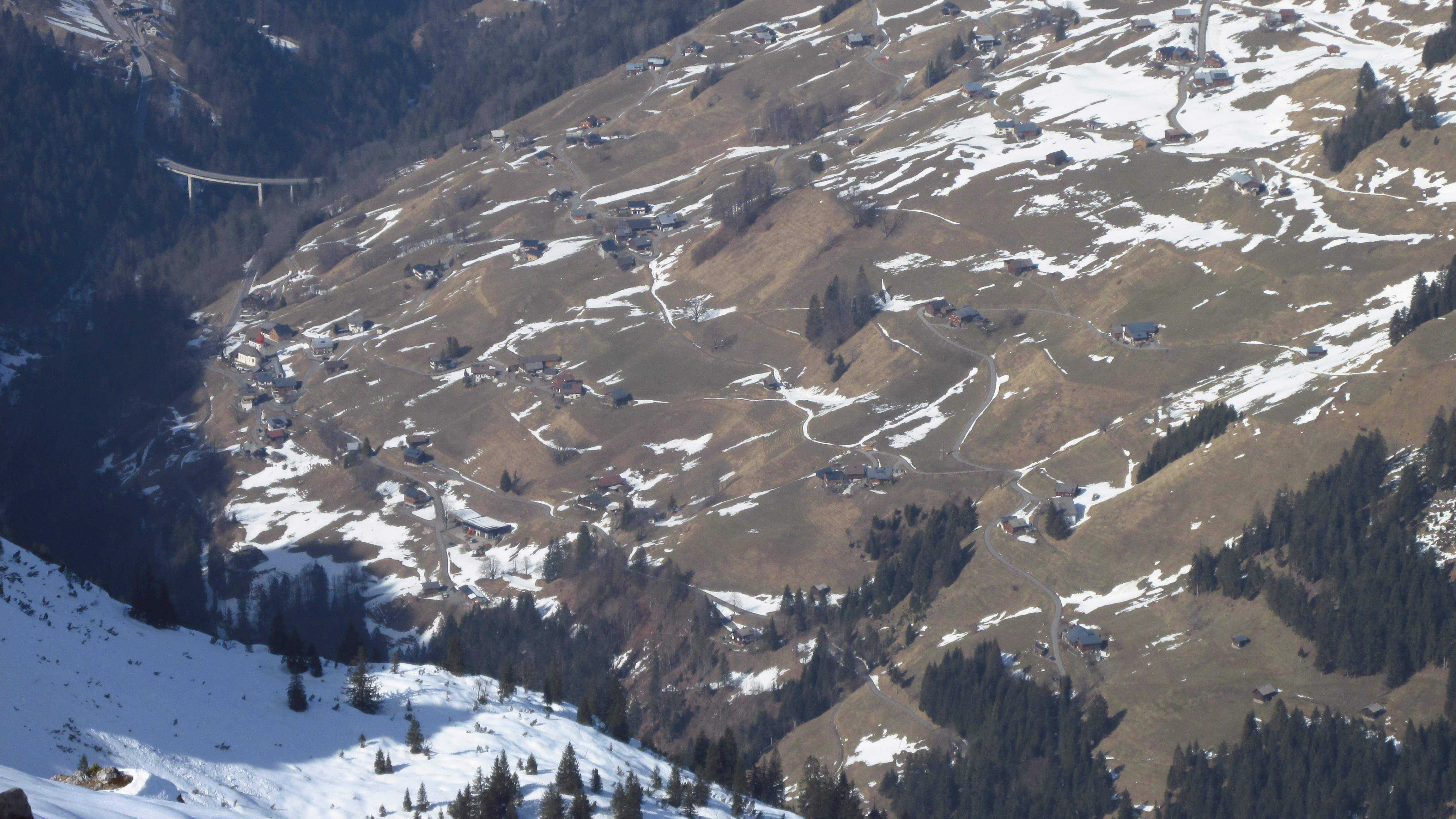
Blick von der Gamsfreiheit (2211 m) auf Marul. Links die Brücke über den Lasanga- oder Marulbach.

Marul ist ein Ortsteil der Gemeinde Raggal im Großen Walsertal in Vorarlberg und zählt etwa 200 Einwohner.

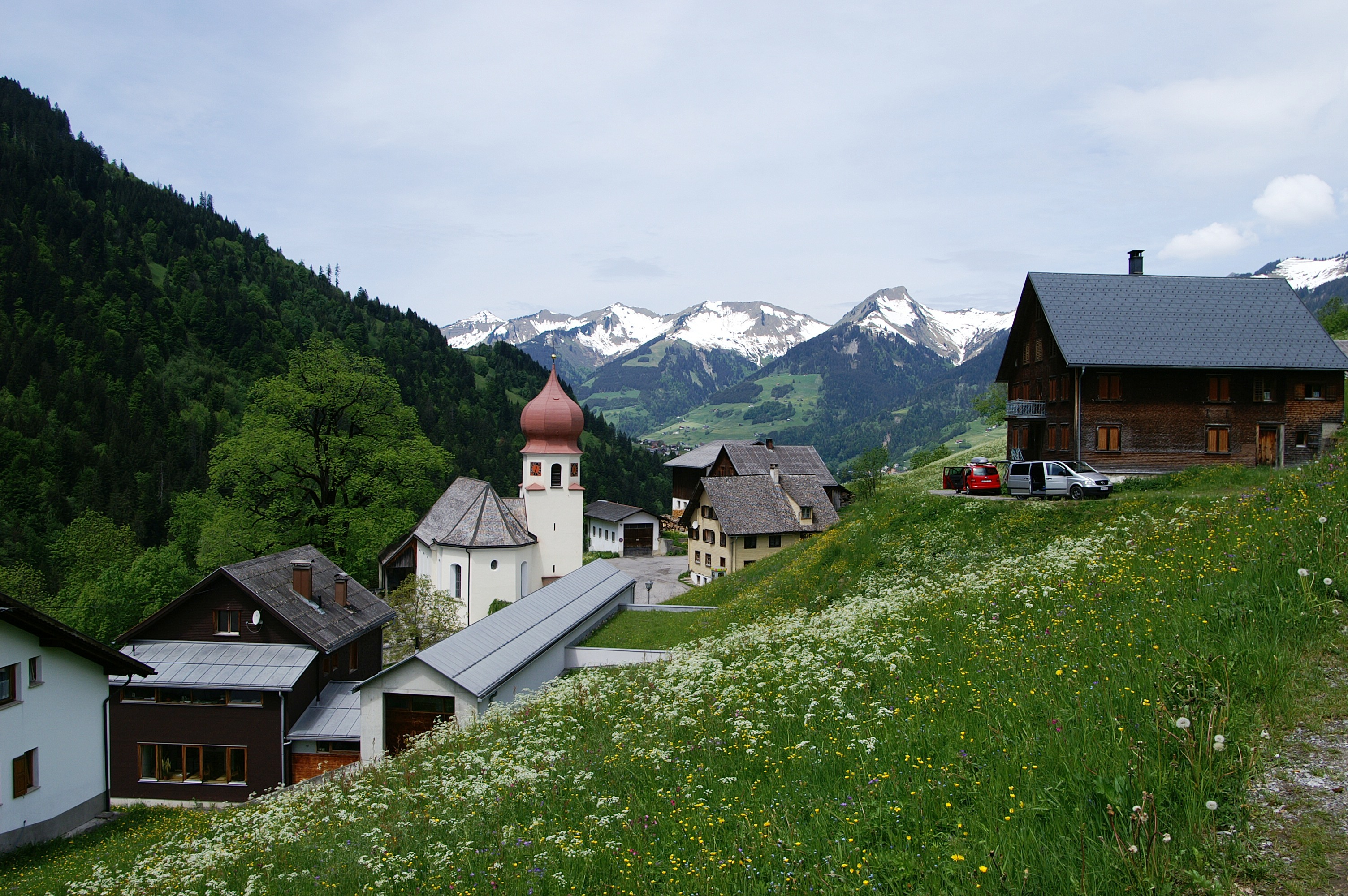
Das Kirchdorf mit der Kuratienkirche hl. Katharina

Marul liegt in 978 m ü. A. im Lechquellengebirge in Südwest-Hanglage über dem Lasangabach und wurde erst im Jahre 1934 mit einer Straße erschlossen. Wegen der Einschichtigkeit des Ortes, welcher über Jahrhunderte nur zu Fuß erreichbar war, wurde die Katharinenkirche zur Kuratienkirche erhoben.
Prägend für die Ortschaft ist der Lasanggabach, auch Marulbach genannt, welcher Marul vom Bergdorf Raggal trennt. Die älteste gedeckte Holzbrücke Vorarlbergs Lasanggabrücke aus dem Jahre 1789 ist nicht mehr in Verwendung bzw. dient diese jetzt als Wanderweg-Übergang. Bemerkenswert ist die Ingenieurleistung zur Marulbachbrücke (Länge 351 m, maximale Höhe 70 m) aus dem Jahre 1985, welche durch einen weitläufigen horizontalen Bogen eine Langhaltung der Strecke und damit eine Absenkung des Gefälles erreicht.
In dem winzigen Ort gibt es einen werktags geöffneten Dorfladen.
Marul ist mit der Landbuslinie 78 des Verkehrsverbundes Vorarlberg erreichbar. Ab Marul ist von etwa Mitte Juni bis Ende September eine Kleinbuslinie („Wanderbus“ Linie 79, erhöhter Fahrpreis) auf der für den allgemeinen Verkehr gesperrten Mautstraße bis zur Unteren Laguzalpe (etwa 1583 m ü. A.) eingerichtet. Bis in die 1990er Jahre gab es einen Sessellift in Marul. Dieser begann in etwa 967 m Seehöhe an der Hauptstraße etwas unterhalb der Kirche und führte nach Nordosten auf den Tenniboden in etwa 1435 m Höhe.
Wanderwege ab Marul führen unter anderem auf den Hohen Fraßen (3 Stunden), über die Laguzalpen zur Freiburger Hütte (5½ Stunden ohne Wanderbusbenutzung), oder über die Tiefenseealpe und den Tiefenseesattel zur Elsalpe, Gamsfreiheit, zur Fraßenhütte oder nach Bludenz. Oberhalb des Ortes bieten sich Wandermöglichkeiten auf den bewaldeten Kopf des Guggernülli (1736 m) oder auf die felsige Kellaspitze (2017 m, einige Drahtseilstellen) an.
Zur Heilquelle in Marul siehe: Heilquelle Raggal.